# ليجسي أوف كاين: سول ريفير
ليجسي أوف كاين: سول ريفير (بالإنجليزية: Legacy of Kain: Soul Reaver)‏ ، هي لعبة فيديو إلكترونية أمريكية من نوع أكشن مغامرات ، طورها ستديو كرستال دينامكس ونشرها شركة إيدوس إنتراكتيف البريطانية سنة 1999م ، وتحدث القصة حول البطل ريزل بطل مصاص الدماء في عالم غامض ومظلم وكان وسيماً وله جناحان فغضب عليه زعيم الدراكولا وقام بتمزيق جناحيه ورميه إلى القاع ، حيث تشوه جسده ومظهره ، وتوعد ريزل بالإنتقام من الزعيم.